# Albtalbahn
| | |                                                            |                                                            |
| Streckennummer (DB): | 9420 |                                                            |                                                            |
| Kursbuchstrecke (DB): | 710.1 bis 1992: 710 (Gesamtverkehr Karlsruhe–Ettlingen Stadt), 711 (Karlsruhe–Bad Herrenalb) bis 1970: 311 (Gesamtverkehr Karlsruhe–Ettlingen Stadt), 311b (Karlsruhe–Herrenalb) |                                                            |                                                            |
| Kursbuchstrecke: | 319d (1946) 319e (Karlsruhe Albtalbahn – Busenbach 1946) 319c (Ettlingen Erbprinz – Ettlingen Stadt 1946)                                                                        |                                                            |                                                            |
| Streckenlänge: | 25,679 km |                                                            |                                                            |
| Spurweite: | 1435 mm (Normalspur) |                                                            |                                                            |
| Streckenklasse: | D4 (Ettlingen Stadt–Bad Herrenalb) |                                                            |                                                            |
| Stromsystem: | 750 V = |                                                            |                                                            |
| Maximale Neigung: | 25 ‰ |                                                            |                                                            |
| Minimaler Radius: | 23 m |                                                            |                                                            |
| Streckengeschwindigkeit: | 80 km/h (LNT) 50 km/h |                                                            |                                                            |
| Zugbeeinflussung: | PZB AVG-IMU |                                                            |                                                            |
| Zweigleisigkeit: | Karlsruhe Albtalbahnhof–Busenbach |                                                            |                                                            |
| | |                                                            |                                                            |
| \| \| \| Betriebsgleis zum Abstellbahnhof (1897–1910) \| \| \| \| \| Karlsruhe Albtalbahn (bis 1910) \| \| \| \| \| Karlsruhe Albtalbahn (1910–1914, 1897–1910 Abstellbahnhof) \| \| \| \| \| Karlsruhe Nebeniusstraße (bis 1910) \| \| \| \| \| Karlsruhe Albtalbahn (1914–1915) \| \| \| \| \| Anschluss zur Straßenbahn Karlsruhe (seit 1958) \| \| \| \| 0,000 \| Eigentumsgrenze VBK – AVG \| Eigentumsgrenze VBK – AVG \| \| \| \| Karlsruhe Albtalbahnhof (seit 1915) \| 115 m \| \| \| \| südliche Karlstraße (zur Straßenbahn) \| \| \| \| \| nach Rastatt (seit 1996) \| \| \| \| \| \| \| \| \| 0,136 ~0,148 \| Systemgrenze BOStrab / EBO \| Systemgrenze BOStrab / EBO \| \| \| \| \| \| \| \| \| Bahnstrecke Mannheim–Basel (seit 1913) \| \| \| \| \| \| \| \| \| \| Güterumgehungsbahn Karlsruhe und Südtangente \| \| \| \| \| \| \| \| \| 1,320 \| Karlsruhe Dammerstock \| 115 m \| \| \| 1,650 \| Karlsruhe Schloss Rüppurr \| 115 m \| \| \| 2,320 \| Rüppurr Ostendorfplatz (seit 1924) \| 116 m \| \| \| 2,885 \| Rüppurr Tulpenstraße (ehemals Bahnhof) \| 119 m \| \| \| 3,524 \| Rüppurr Battstraße (seit 1958) \| 117 m \| \| \| 3,500 \| Wendeschleife Battstraße (seit 1958) \| Wendeschleife Battstraße (seit 1958) \| \| \| \| \| \| \| \| \| Bundesautobahn 5 \| \| \| \| \| Feldweg \| \| \| \| \| Bundesstraße 3 \| \| \| \| 4,500 \| Ettlingen Umformerwerk (bis 1988) \| Ettlingen Umformerwerk (bis 1988) \| \| \| \| Lokalbahnstraße \| \| \| \| \| \| \| \| \| 4,965 \| Ettlingen Neuwiesenreben (seit 1972) \| 125 m \| \| \| \| Alb \| \| \| \| 5,860 \| Ettlingen Wasen \| 126 m \| \| \| 6,300 \| von Ettlingen West \| von Ettlingen West \| \| \| 6,498 \| Ettlingen Erbprinz/Schloss \| 132 m \| \| \| 6,925 \| Ettlingen Stadt Bahnhof \| 136 m \| \| \| 7,000 \| Ettlingen Stadt \| Ettlingen Stadt \| \| \| \| Papierfabrik (heutiges Bardusch-Gelände) \| \| \| \| 7,455 \| Ettlingen Albgaubad (seit 1959) \| 140 m \| \| \| 7,500 \| Wendeschleife Albgaubad (seit 1959) \| Wendeschleife Albgaubad (seit 1959) \| \| \| \| Ettlingen Waldkolonie (1914–1960) \| \| \| \| 8,500 \| Ettlingen Wattsteig (1960–1989) \| Ettlingen Wattsteig (1960–1989) \| \| \| \| Alb \| \| \| \| \| Gesellschaft für Spinnerei und Weberei Ettlingen \| \| \| \| 9,568 \| Ettlingen Spinnerei \| 161 m \| \| \| 10,435 \| Busenbach \| 170 m \| \| \| \| nach Ittersbach (bis 2007) \| \| \| \| \| nach Ittersbach (seit 2007) \| \| \| \| 11,000 \| Wendeschleife Busenbach (1960–1984) \| Wendeschleife Busenbach (1960–1984) \| \| \| 12,252 \| Etzenrot \| 193 m \| \| \| \| Badische Baumwoll-Spinnerei und Weberei AG \| \| \| \| 15,260 \| Fischweier \| 214 m \| \| \| 18,145 \| Marxzell \| 252 m \| \| \| \| Burbacher Straße (Kreisstraße 3554) \| \| \| \| 21,350 \| Frauenalb-Schielberg \| 305 m \| \| \| \| Kreise Karlsruhe / Calw, ehemals Baden / Württemberg \| \| \| \| 23,367 \| Steinhäusle (Bedarfshaltepunkt für Anlieger, seit 1981) \| 328 m \| \| \| 24,630 \| Bad Herrenalb Kullenmühle (seit 1927) \| 341 m \| \| \| \| Alb \| \| \| \| 25,450 \| Bad Herrenalb (seit 1961 mit Wendeschleife) \| 352 m \| \| \| \| \| \| \| Quellen: [2][3][4] \| \| \| \| | |                                                            |                                                            |
| Strecke von links (außer Betrieb) · Strecke von rechts (außer Betrieb) | | Betriebsgleis zum Abstellbahnhof (1897–1910)               | Betriebsgleis zum Abstellbahnhof (1897–1910)               |
| Strecke (außer Betrieb) · Bahnhof (Strecke außer Betrieb) | | Karlsruhe Albtalbahn (bis 1910)                            | Karlsruhe Albtalbahn (bis 1910)                            |
| Bahnhof (Strecke außer Betrieb) · Strecke (außer Betrieb) | | Karlsruhe Albtalbahn (1910–1914, 1897–1910 Abstellbahnhof) | Karlsruhe Albtalbahn (1910–1914, 1897–1910 Abstellbahnhof) |
| Strecke (außer Betrieb) · Haltepunkt / Haltestelle (Strecke außer Betrieb) | | Karlsruhe Nebeniusstraße (bis 1910)                        | Karlsruhe Nebeniusstraße (bis 1910)                        |
| Bahnhof (Strecke außer Betrieb) · Strecke (außer Betrieb) | | Karlsruhe Albtalbahn (1914–1915)                           | Karlsruhe Albtalbahn (1914–1915)                           |
| Kreuzung mit U-Bahn (Strecke geradeaus außer Betrieb) · Strecke (außer Betrieb) | | Anschluss zur Straßenbahn Karlsruhe (seit 1958)            | Anschluss zur Straßenbahn Karlsruhe (seit 1958)            |
| U-Bahn-Grenze · Strecke (außer Betrieb) | 0,000 | Eigentumsgrenze VBK – AVG                                  | Eigentumsgrenze VBK – AVG                                  |
| U-Bahn-Bahnhof · Strecke (außer Betrieb) | | Karlsruhe Albtalbahnhof (seit 1915)                        | 115 m                                                      |
| U-Bahn-Abzweig geradeaus und nach rechts · Strecke (außer Betrieb) | | südliche Karlstraße (zur Straßenbahn)                      | südliche Karlstraße (zur Straßenbahn)                      |
| U-Bahn-Abzweig mit Eisenbahn geradeaus und nach rechts · Strecke (außer Betrieb) | | nach Rastatt (seit 1996)                                   | nach Rastatt (seit 1996)                                   |
| | |                                                            |                                                            |
| U-Bahn-Grenze mit Eisenbahn · Strecke (außer Betrieb) | 0,136 ~0,148 | Systemgrenze BOStrab / EBO                                 | Systemgrenze BOStrab / EBO                                 |
| | |                                                            |                                                            |
| Kreuzung geradeaus unten · Strecke (außer Betrieb) | | Bahnstrecke Mannheim–Basel (seit 1913)                     | Bahnstrecke Mannheim–Basel (seit 1913)                     |
| Abzweig geradeaus und ehemals nach links · Abzweig geradeaus und von rechts (Strecke außer Betrieb) | |                                                            |                                                            |
| Kreuzung geradeaus oben · Kreuzung geradeaus oben (Strecke geradeaus außer Betrieb) | | Güterumgehungsbahn Karlsruhe und Südtangente               | Güterumgehungsbahn Karlsruhe und Südtangente               |
| Strecke nach links · Abzweig ehemals geradeaus und von rechts | |                                                            |                                                            |
| Haltepunkt / Haltestelle | 1,320 | Karlsruhe Dammerstock                                      | 115 m                                                      |
| Haltepunkt / Haltestelle | 1,650 | Karlsruhe Schloss Rüppurr                                  | 115 m                                                      |
| Haltepunkt / Haltestelle | 2,320 | Rüppurr Ostendorfplatz (seit 1924)                         | 116 m                                                      |
| Haltepunkt / Haltestelle | 2,885 | Rüppurr Tulpenstraße (ehemals Bahnhof)                     | 119 m                                                      |
| Bahnhof | 3,524 | Rüppurr Battstraße (seit 1958)                             | 117 m                                                      |
| | 3,500 | Wendeschleife Battstraße (seit 1958)                       | Wendeschleife Battstraße (seit 1958)                       |
| Strecke von links · Abzweig ehemals geradeaus und nach rechts | |                                                            |                                                            |
| Brücke · Brücke (Strecke außer Betrieb) | | Bundesautobahn 5                                           | Bundesautobahn 5                                           |
| Brücke · Bahnübergang (Strecke außer Betrieb) | | Feldweg                                                    | Feldweg                                                    |
| Brücke · Bahnübergang (Strecke außer Betrieb) | | Bundesstraße 3                                             | Bundesstraße 3                                             |
| Strecke · Haltepunkt / Haltestelle (Strecke außer Betrieb) | 4,500 | Ettlingen Umformerwerk (bis 1988)                          | Ettlingen Umformerwerk (bis 1988)                          |
| Brücke · Bahnübergang (Strecke außer Betrieb) | | Lokalbahnstraße                                            | Lokalbahnstraße                                            |
| Strecke nach links · Abzweig ehemals geradeaus und von rechts | |                                                            |                                                            |
| Haltepunkt / Haltestelle | 4,965 | Ettlingen Neuwiesenreben (seit 1972)                       | 125 m                                                      |
| Brücke über Wasserlauf | | Alb                                                        | Alb                                                        |
| Haltepunkt / Haltestelle | 5,860 | Ettlingen Wasen                                            | 126 m                                                      |
| Abzweig geradeaus und von rechts | 6,300 | von Ettlingen West                                         | von Ettlingen West                                         |
| Haltepunkt / Haltestelle | 6,498 | Ettlingen Erbprinz/Schloss                                 | 132 m                                                      |
| Haltepunkt / Haltestelle | 6,925 | Ettlingen Stadt Bahnhof                                    | 136 m                                                      |
| Dienststation / Betriebs- oder Güterbahnhof | 7,000 | Ettlingen Stadt                                            | Ettlingen Stadt                                            |
| Abzweig geradeaus und ehemals nach links | | Papierfabrik (heutiges Bardusch-Gelände)                   | Papierfabrik (heutiges Bardusch-Gelände)                   |
| Haltepunkt / Haltestelle | 7,455 | Ettlingen Albgaubad (seit 1959)                            | 140 m                                                      |
| | 7,500 | Wendeschleife Albgaubad (seit 1959)                        | Wendeschleife Albgaubad (seit 1959)                        |
| ehemaliger Haltepunkt / Haltestelle | | Ettlingen Waldkolonie (1914–1960)                          | Ettlingen Waldkolonie (1914–1960)                          |
| ehemaliger Haltepunkt / Haltestelle | 8,500 | Ettlingen Wattsteig (1960–1989)                            | Ettlingen Wattsteig (1960–1989)                            |
| Brücke über Wasserlauf | | Alb                                                        | Alb                                                        |
| Abzweig geradeaus und ehemals nach rechts | | Gesellschaft für Spinnerei und Weberei Ettlingen           | Gesellschaft für Spinnerei und Weberei Ettlingen           |
| Haltepunkt / Haltestelle | 9,568 | Ettlingen Spinnerei                                        | 161 m                                                      |
| Bahnhof | 10,435 | Busenbach                                                  | 170 m                                                      |
| Strecke von links · Abzweig geradeaus, nach rechts und ehemals nach links | | nach Ittersbach (bis 2007)                                 | nach Ittersbach (bis 2007)                                 |
| Strecke nach links · Kreuzung geradeaus unten | | nach Ittersbach (seit 2007)                                | nach Ittersbach (seit 2007)                                |
| | 11,000 | Wendeschleife Busenbach (1960–1984)                        | Wendeschleife Busenbach (1960–1984)                        |
| Bahnhof | 12,252 | Etzenrot                                                   | 193 m                                                      |
| Abzweig geradeaus und ehemals nach rechts | | Badische Baumwoll-Spinnerei und Weberei AG                 | Badische Baumwoll-Spinnerei und Weberei AG                 |
| Bahnhof | 15,260 | Fischweier                                                 | 214 m                                                      |
| Bahnhof | 18,145 | Marxzell                                                   | 252 m                                                      |
| Brücke | | Burbacher Straße (Kreisstraße 3554)                        | Burbacher Straße (Kreisstraße 3554)                        |
| Bahnhof | 21,350 | Frauenalb-Schielberg                                       | 305 m                                                      |
| Grenze | | Kreise Karlsruhe / Calw, ehemals Baden / Württemberg       | Kreise Karlsruhe / Calw, ehemals Baden / Württemberg       |
| Haltepunkt / Haltestelle | 23,367 | Steinhäusle (Bedarfshaltepunkt für Anlieger, seit 1981)    | 328 m                                                      |
| Haltepunkt / Haltestelle | 24,630 | Bad Herrenalb Kullenmühle (seit 1927)                      | 341 m                                                      |
| Brücke über Wasserlauf | | Alb                                                        | Alb                                                        |
| Kopfbahnhof Streckenende | 25,450 | Bad Herrenalb (seit 1961 mit Wendeschleife)                | 352 m                                                      |
| | |                                                            |                                                            |
| Quellen: | |                                                            |                                                            |

Die Albtalbahn, bei Eröffnung noch Albthalbahn geschrieben, ist eine Eisenbahnstrecke von Karlsruhe über Ettlingen nach Bad Herrenalb. Seit ihrer Umspurung von Meter- auf Normalspur und ihrer Verknüpfung mit der Karlsruher Straßenbahn bildet sie die Grundlage für das Karlsruher Stadtbahnnetz und war Vorbild für die Verknüpfung regionaler Eisenbahnstrecken mit städtischen Straßenbahnen in anderen europäischen Städten. Benannt ist die Strecke nach dem Fluss Alb, der sie auf ganzer Länge begleitet. Die Albtalbahn ist betrieblich und historisch eng mit der Zweigstrecke Busenbach–Ittersbach verbunden, die wiederum ursprünglich mit der Pforzheimer Kleinbahn von Ittersbach nach Pforzheim eine betriebliche Einheit bildete.

## Geschichte

### Bau

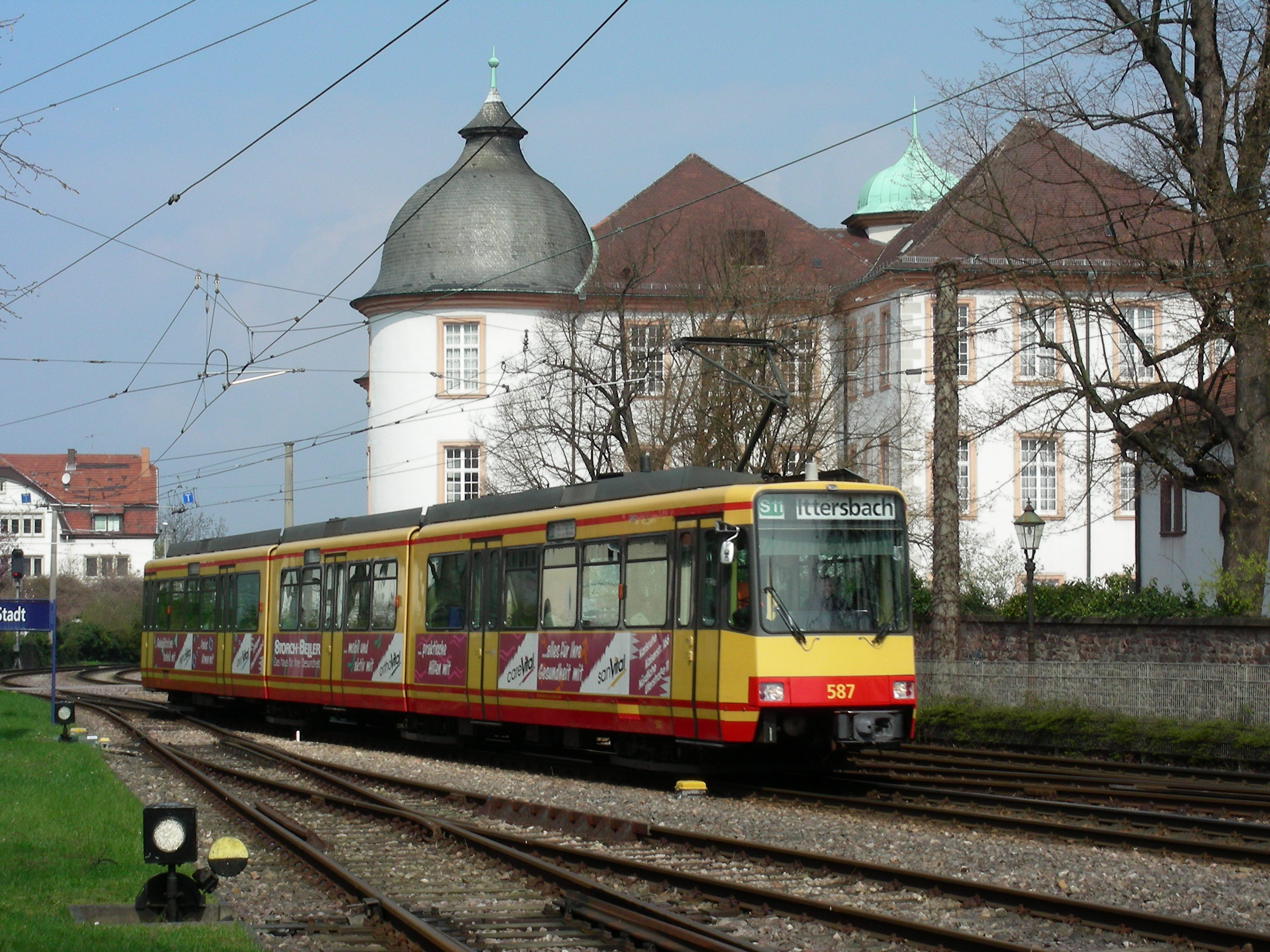
Die Albtalbahn beim Ettlinger Schloss, dieser Abschnitt wurde schon ab 1887 befahren

Keimzelle der Albtalbahn war die von Beginn an normalspurige Ettlinger Seitenbahn, die schon ab 1885 den heutigen Bahnhof Ettlingen West an der Badischen Hauptbahn mit Ettlingen Erbprinz verband und zwei Jahre später bis zum heutigen Bahnhof Ettlingen Stadt verlängert wurde. Doch konnte diese den zunehmenden Verkehr zwischen Ettlingen und Karlsruhe nicht allein bewältigen, so dass bald der Bau einer direkten Verbindung über Rüppurr diskutiert wurde. Pläne für einen Eisenbahnbau von Karlsruhe über Ettlingen bis in den nördlichen Schwarzwald nach Herrenalb gab es bereits ab 1870. Zum einen galt das Albtal schon damals als beliebtes Ausflugsziel der Karlsruher Bevölkerung, zum anderen entwickelten sich die Industriebetriebe in Ettlingen und Karlsruhe zu wichtigen Erwerbsquellen für die Bevölkerung der umliegenden Orte. Die einmal täglich verkehrende Postkutschen-Verbindung genügte den Bedürfnissen nicht mehr.
Ettlingen leistete zunächst Widerstand, da es befürchtete, dass der Bau einer direkten Eisenbahnverbindung nach Karlsruhe eine Eingemeindung der Stadt nach sich ziehen könnte. Mit dem Vorschlag, die Bahnstrecke als meterspurige Schmalspurbahn auszuführen, konnten die Einwände entkräftet werden. Im Gegensatz zur benachbarten Murgtalbahn konnte die Albtalbahn sofort als von Baden nach Württemberg (Herrenalb) durchgehende Strecke in Angriff genommen werden. Die badische Konzession wurde 1896 und die württembergische 1897 erteilt.

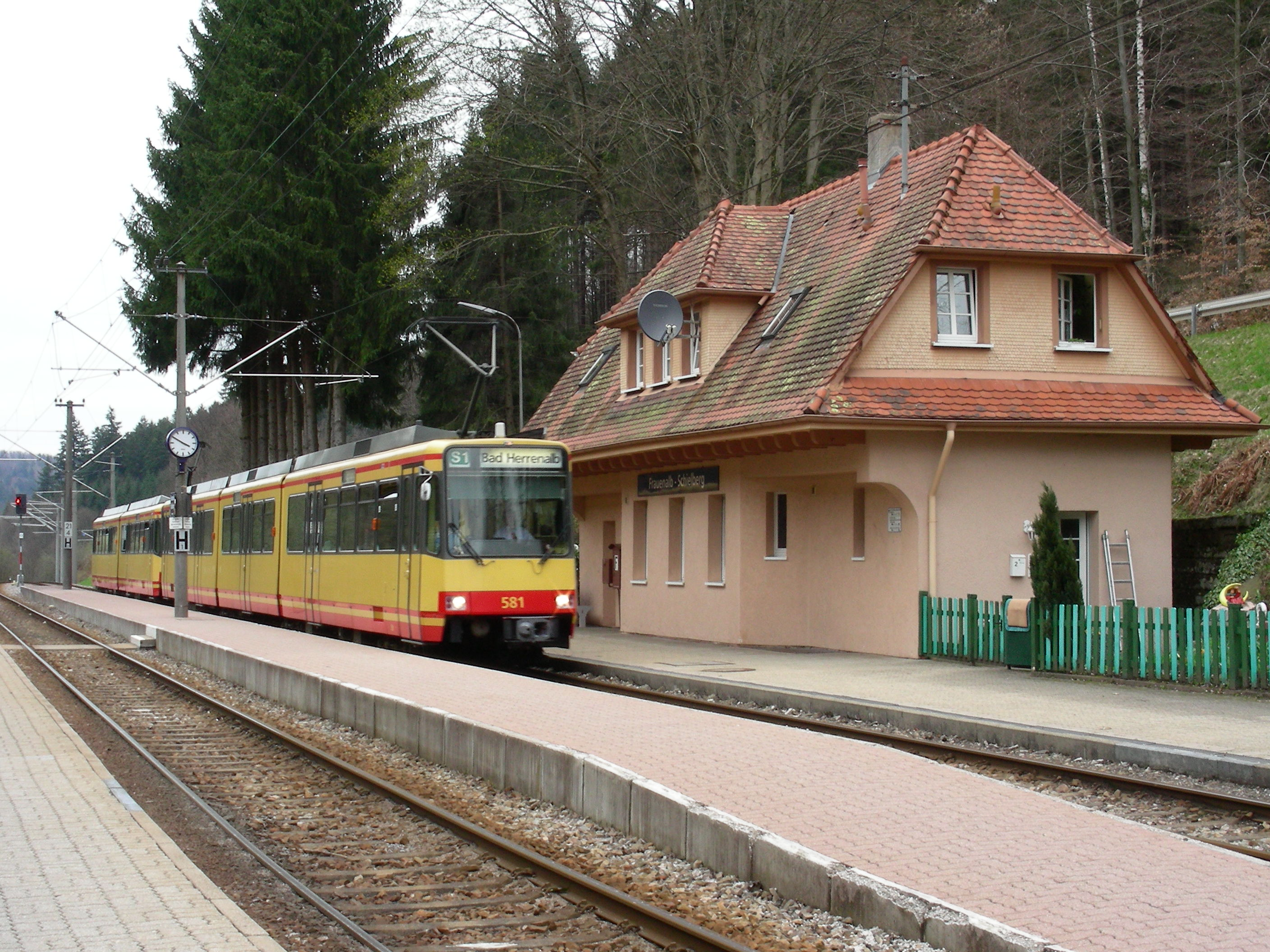
Bahnhof Frauenalb-Schielberg 2006: Das Empfangsgebäude stammt noch aus der Eröffnungszeit der Albtalbahn

Der erste Streckenabschnitt zwischen Karlsruhe und Ettlingen konnte am 1. Dezember 1897 eröffnet werden, ihm folgten die Teilstrecken Ettlingen–Frauenalb am 14. Mai 1898 und Frauenalb–Herrenalb am 2. Juli 1898. Die Zweigstrecke von Busenbach nach Ittersbach folgte am 10. April 1899.
Die Seitenbahn nach Ettlingen West wurde mit einem Dreischienengleis ausgestattet, zur Vereinfachung des Güterverkehrs wurde dieses 1899 bis nach Busenbach und 1906 bis Etzenrot verlängert. Gebaut wurde die Albtalbahn von der Westdeutschen Eisenbahn-Gesellschaft (W.E.G.), die sie 1898 in ihre neu gegründete Tochtergesellschaft Badische Lokal-Eisenbahnen Aktien-Gesellschaft (B.L.E.A.G.) einbrachte.

### Entwicklung der meterspurigen Albtalbahn
Aufgrund der Rußbelästigung durch die Dampflokomotiven der Albtalbahn in den Karlsruher Stadtstraßen wurde bereits 1898 der Abschnitt Karlsruhe–Ettlingen mit 550 Volt Gleichspannung elektrifiziert und ein elektrischer Vorortverkehr mit Triebwagen aufgenommen. Die Züge nach Herrenalb verkehrten fortan bis Ettlingen elektrisch und südlich davon mit Dampflokomotiven. Für den elektrischen Betrieb wurde ein Kohlekraftwerk am Seehof zwischen Rüppurr und Ettlingen errichtet.
Da sich der elektrische Betrieb gut bewährte, wurde eine Ausdehnung auf die gesamte Albtalbahn erwogen, wegen der größeren Entfernungen aber einer Elektrifizierung mit Wechselstrom höherer Spannung der Vorzug gegeben. Daher wurde 1910 der Gleichstrombetrieb aufgegeben und die gesamte Strecke bis 1911 auf Wechselstrombetrieb umgestellt. Als Stromsystem kam Einphasen-Wechselspannung 25 Hz 8000 Volt zum Einsatz (später auf 8800 Volt erhöht), wobei im Karlsruher Stadtgebiet bis 1936 nur mit 650 Volt gefahren werden durfte. Das Kraftwerk am Seehof wurde umgerüstet und weitergenutzt.

Streckenführung der Albtalbahn innerhalb von Karlsruhe mit Jahr der Streckeneröffnung und -stilllegung

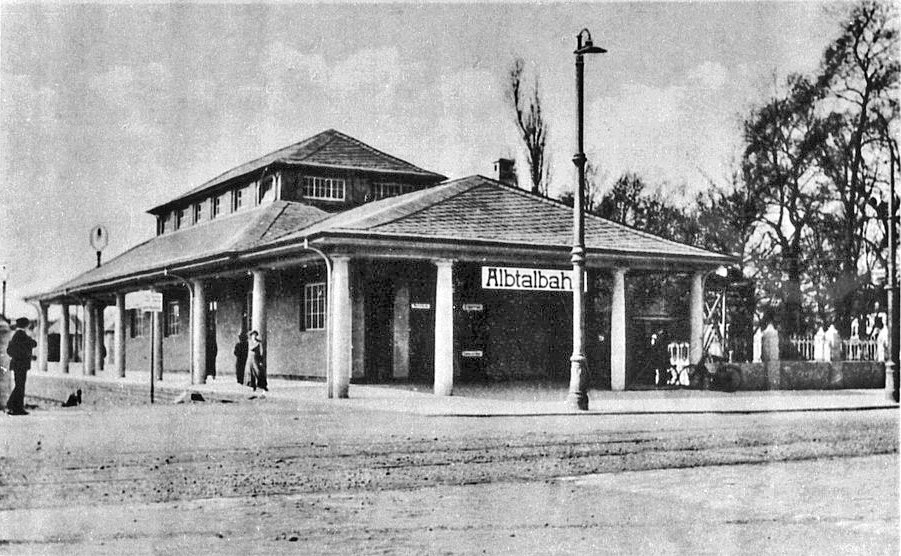
Der zweite Albtalbahnhof um 1915

Im Zuge des Neubaus des Karlsruher Hauptbahnhofs musste der nördliche Endpunkt der Albtalbahn zwischen 1910 und 1915 insgesamt dreimal innerhalb Karlsruhes verlegt werden. Lag der Bahnhof ursprünglich in der Ettlinger Straße auf Höhe des Festplatzes, wurde er am 26. Februar 1910 in die heutige Beiertheimer Allee in Höhe der heutigen Hermann-Billing-Straße verlegt und damit die Ettlinger Straße für den Bau einer neuen Straßenbahnstrecke freigemacht. Zuvor hatten sich am neuen Standort an der damaligen „alten“ Klosestraße bereits einige Abstellgleise der Albtalbahn befunden, deren Anbindung an den alten Endbahnhof kurzzeitig als Zufahrt benutzt wurde. Ab 7. April 1910 verlief die Zufahrt zum verlegten Endbahnhof nicht mehr östlich des Stadtgartens, sondern westlich zwischen Beiertheimer Allee und (neuer) Bahnhofstraße auf der vorherigen Staatsbahntrasse südlich des alten Karlsruher Bahnhofs, heute etwa der „neuen“ Klosestraße entsprechend. Der verlegte Bahnhof wurde vom anderen Ende her angefahren. Eine zweite Verlegung erfolgte nach Süden in ein Provisorium am nördlichen Ende der (neuen) Bahnhofstraße (in Betrieb vom 19. Januar 1914 bis 22. März 1915), bevor der nochmals südlicher gelegene, noch heute benutzte Endbahnhof an der Ebertstraße nahe dem neuen Karlsruher Hauptbahnhof entstand.
Technische Probleme sowie Mangel an Kraftwerkskohle zwangen die B.L.E.A.G. 1917, den elektrischen Betrieb stark einzuschränken und zeitweise sogar ganz einzustellen. Erst nach Umbau des Kraftwerks in eine Umformerstation und dessen Anschluss an das neu gebaute Murgwerk gelang es, den elektrischen Betrieb wieder zu stabilisieren. So verkehrten ab 1922 wieder elektrische Züge.
Entwickelte sich der Verkehr auf der Albtalbahn in den ersten Betriebsjahren sehr positiv, geriet die Bahn nach dem Ersten Weltkrieg zunehmend in wirtschaftliche Schwierigkeiten. Der Betrieb konnte nur mit finanzieller Unterstützung des Landkreises Karlsruhe aufrechterhalten werden, eine Reduzierung des Fahrplanangebotes war die Folge. Der von der Stadt Karlsruhe Mitte der 1920er Jahre eingeführte, parallele Omnibusverkehr zwischen Karlsruhe und Rüppurr verschlechterte die wirtschaftliche Lage der Bahn zusätzlich.
Im Zuge der Weltwirtschaftskrise geriet die B.L.E.A.G. zunehmend unter Druck und ging in Insolvenz. Aus der Konkursmasse der B.L.E.A.G. übernahm die Deutsche Eisenbahn-Betriebsgesellschaft (DEBG) schließlich 1932 die Albtalbahn. Durch Modernisierungsmaßnahmen wie der Aufnahme des Rollwagenverkehrs gelang es der DEBG, die wirtschaftlichen Verhältnisse der Bahn wieder zu verbessern.
Der Autobahnbau Mitte der 1930er Jahre brachte einige Veränderungen für die Albtalbahn mit sich. So musste die Trasse zwischen Rüppurr und Ettlingen nach Osten verschwenkt werden, wo die Bahn eine gemeinsame Brücke mit der Landstraße über die Autobahn erhielt. Der zeitgleiche Ausbau der Herrenalber Straße in Rüppurr zum Autobahnzubringer erforderte zudem einen Umbau der Gleise zwischen Dammerstock und Schloss Rüppurr.
Im Zweiten Weltkrieg wurde die Albtalbahn mehrfach von Jagdflugzeugen angegriffen, die Schäden blieben jedoch vergleichsweise gering. Lediglich die Sprengung der Brücke über den Karlsruher Rangierbahnhof am Ende des Krieges führte bis zum Wiederaufbau zu einer mehrmonatigen Verkürzung der Albtalbahn zum südlichen Brückenkopf beim Dammerstock.

### Umspurung und Verknüpfung mit dem Straßenbahnnetz
Nach dem Zweiten Weltkrieg befanden sich sowohl Strecke als auch Fahrzeuge in einem maroden Zustand, so dass eine umfassende Modernisierung notwendig war. Die DEBG hatte jedoch nur noch ein geringes Interesse am Weiterbetrieb der Bahn. In der politischen Diskussion um die Zukunft der Albtalbahn ergriff die Stadt Karlsruhe die Initiative. Ihr war in erster Linie daran gelegen, den starken Vorortverkehr zwischen Karlsruhe, Rüppurr und Ettlingen neu organisieren zu können und den Umsteigezwang für die Fahrgäste am Karlsruher Albtalbahnhof von der Albtalbahn zur Straßenbahn zu beseitigen. Daher schlug sie die Umspurung der Strecke auf Normalspur und Verknüpfung mit dem städtischen Straßenbahnnetz vor.
Mit Hilfe des Landes Baden-Württemberg gründete sie 1957 die Albtal-Verkehrs-Gesellschaft mbH (AVG), die am 1. April 1957 die Albtalbahn von der DEBG übernahm und unverzüglich mit den Umbauarbeiten begann. Mit den Umspurarbeiten einher ging die Umstellung des elektrischen Betriebes auf Gleichspannung mit 750 Volt. Bereits am 18. April 1958 konnte der erste umgespurte Abschnitt vom Albtalbahnhof bis Rüppurr in Betrieb genommen werden. Von nun an verkehrten die Triebwagen der Albtalbahn vom Albtalbahnhof aus weiter bis in die Karlsruher Innenstadt, so dass die meisten Fahrgäste nicht mehr umsteigen mussten. Dort bedienten sie eine langgezogene Häuserblockschleife im Uhrzeigersinn, sie führte vom Albtalbahnhof über die Karlstraße, die Kaiserstraße, den Marktplatz, die Ettlinger Straße und über den Hauptbahnhofvorplatz zurück zum Albtalbahnhof.
Die nächsten umgespurten Abschnitte wurden wie folgt in Betrieb genommen: am 15. Mai 1959 bis Ettlingen, am 15. April 1960 bis Busenbach, am 12. Mai 1960 bis Etzenrot, am 12. Dezember 1960 bis Marxzell und am 1. September 1961 bis Herrenalb.
Auch nach der Umspurung der Strecke in den Jahren 1957 bis 1975 wurden die Anlagen weiter modernisiert, unter anderem durch den Bau eines Zentralstellwerkes in Ettlingen (1967), die Neutrassierung der Abschnitte Albtalbahnhof–Dammerstock (1977) und Rüppurr–Ettlingen Neuwiesenreben (1988), die Ertüchtigung der Strecke für eine Höchstgeschwindigkeit von 80 km/h (bis 1983) sowie den zweigleisigen Ausbau zwischen Ettlingen und Busenbach (1989–1990). 
Das für die Trassenverbesserung beim Weiler Steinhäusle, der teilweise zu Marxzell und teilweise zu Bad Herrenalb gehört, nötige Gelände musste 1981 mit einem inoffiziellen Bedarfshalt für die Anlieger dort „erkauft“ werden. Dieser wird, abgesehen vom örtlichen Aushangfahrplan, nicht im Fahrplan kommuniziert und war viele Jahre lang auch nicht auf den Liniennetzplänen verzeichnet. Ein Stationsschild ist ebenfalls nicht vorhanden. Da dort kein Bahnsteig zur Verfügung steht, erfolgt der Fahrgastwechsel auf dem asphaltierten Bahnübergang mit der innerbetrieblichen Bezeichnung Steinhäusle 2. Der Ein- und Ausstieg kann aufgrund der schmalen Straße dort nur über die erste Tür erfolgen. Der Ausstiegswunsch muss dabei dem Triebfahrzeugführer mündlich mitgeteilt werden, einsteigenden Fahrgästen steht örtlich eine richtungsunabhängige Haltewunscheinrichtung zur Verfügung, die ein entsprechendes Lichtsignal für den herannahenden Zug aktiviert. Die Fahrzeit zu den beiden benachbarten Stationen Kullenmühle und Frauenalb-Schielberg beträgt jeweils zwei Minuten. 
Durch die Ausbaumaßnahmen konnte das Angebot für die Fahrgäste laufend verbessert werden. Benötigten die Züge der Albtalbahn zur Meterspurzeit für die Strecke zwischen Karlsruhe und Herrenalb noch circa 70 Minuten, waren es 1979 noch 46 Minuten und heute nur noch 35. Zusätzlich wurde der Fahrplan verdichtet.

## Betrieb

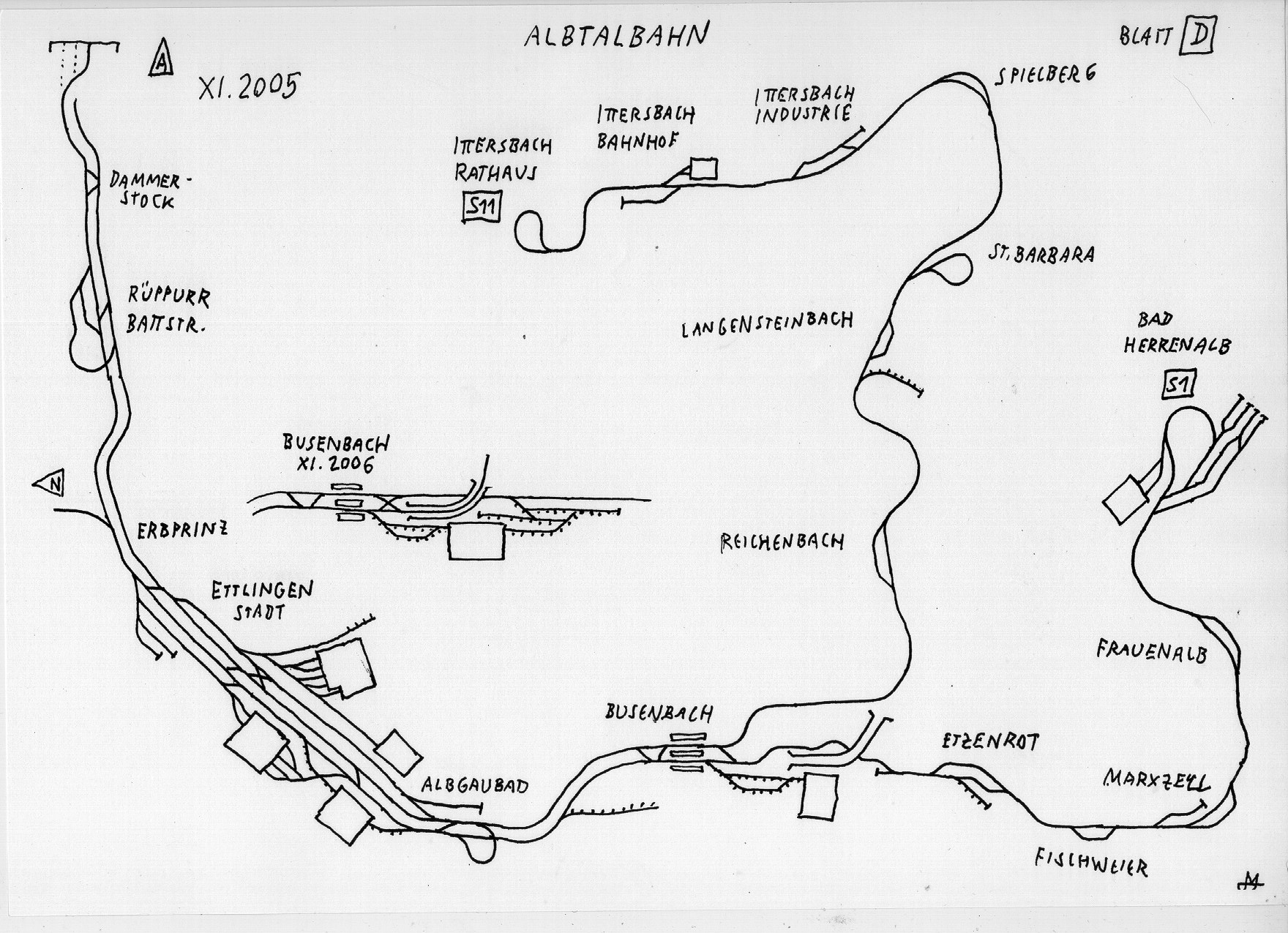
Unmaßstäblicher Gleisplan der Albtalbahn, Stand 2006

### Strecke
Vom Karlsruher Albtalbahnhof bis Busenbach ist die Strecke durchgehend zweigleisig, südlich davon eingleisig. Kreuzungsmöglichkeiten bestehen in Etzenrot, Fischweier, Marxzell und Frauenalb.
Die Strecke ist seit ihrer Umspurung auf Normalspur mit Gleichspannung von 750 Volt elektrifiziert. Die Stromversorgung erfolgt dezentral über mehrere Gleichrichterwerke. Die Bahnsteighöhe beträgt an fast allen Stationen 38 Zentimeter. Wendeschleifen erlauben an den Stationen Rüppurr Battstraße, Ettlingen Albgaubad und Bad Herrenalb ein Wenden von Einrichtungswagen. Bis Oktober 1984 bestand eine weitere Wendeschleife in Busenbach, die jedoch für die 2,65 Meter breiten Stadtbahnwagen einen zu geringen Radius aufwies. Da diese damals nur von drei Zügen täglich benutzt wurde, rechnete sich der Umbau nicht und sie entfiel ersatzlos.
Die ganze Strecke wird nach der Fahrdienstvorschrift für den Betrieb nichtbundeseigener Eisenbahnen (FV-NE) betrieben. Die Strecke war mit Lichtsignalen des H/V-Signalsystems ausgestattet. Im Jahr 2009 wurden die Signale im Albtalbahnhof durch das Ks-Signalsystem ersetzt, die sonstigen Signale nördlich von Busenbach Ende 2015. Diese werden vom ESTW Albtalbahnhof bzw. von der ESTW-Unterzentrale Ettlingen Albgaubad mit den ESTW-A Rüppurr-Battstraße und Rohrackerweg gestellt. Letzteres ESTW vom Typ EBI Lock 500 steuert bereits seit 28. November 2011 das ESTW Spielberg (Strecke nach Ittersbach; ebenfalls EBI Lock 500) und inzwischen auch das ESTW Albtalbahnhof. Die Strecke Busenbach – Bad Herrenalb wird schon länger durch ein MCDS-ESTW in Ettlingen gesteuert. Seit Februar 2017 wird das ESTW Ettlingen aus der Zentralen Leitstelle Karlsruhe (ZeLeiKa) gesteuert. Zwischen Dammerstock und Rüppurr Battstraße gilt Fahren im Sichtabstand. Obwohl eine Eisenbahnstrecke, können im Abschnitt Karlsruhe Albtalbahnhof–Rüppurr aufgrund des Lichtraumprofils und der teilweise vorhandenen Rillenschienen mit Straßenbahnmaßen keine Fahrzeuge nach EBO-Regelbauart verkehren. In Ettlingen befinden sich die Werkstätten der Bahn. Fahrzeug-Abstellhallen sind in Ettlingen und Bad Herrenalb zu finden.
Die Strecke ist mit den Zugbeeinflussungssystemen Induktive Meldeübertragung und Punktförmige Zugbeeinflussung ausgerüstet. Die Albtal-Verkehrs-Gesellschaft kündigte eine Umstellung auf Communication-Based Train Control ab 2029 an, mit dem Ziel, automatisierten Fahrbetrieb der Stadtbahnzüge mit zunächst GoA 2 und anschließend GoA 4 einzuführen.

### Personenverkehr
Zwischen Karlsruhe und Bad Herrenalb verkehren tagsüber zwei Zugpaare pro Stunde als Linie S1. Das Zugangebot wird zwischen Karlsruhe und Ettlingen Albgaubad zu einem Zehnminutentakt verdichtet. Im Berufsverkehr verstärkten bis Dezember 2021 zusätzliche Eilzüge das Angebot, die ursprünglich mit einem rot gestrichenen Liniensignal gekennzeichnet waren. Seit 1978 gehen die Züge der Albtalbahn im Norden Karlsruhes auf die Hardtbahn über.
Zum Einsatz kamen bis zum Jahr 2018 ausschließlich die zwischen 1983 und 1992 gebauten Stadtbahnwagen der Typen GT8-80C und GT6-80C der AVG und der Verkehrsbetriebe Karlsruhe. Diese werden seit dem Jahr 2018 sukzessive durch NET2012 abgelöst. In Zeiten starker Nachfrage verkehren die Stadtbahnwagen in Doppeltraktion. Die Liniennummer S1 wird seit dem 29. Mai 1994 verwendet. Davor verkehrten die Züge als Linie A für Albtalbahn, auch die heute als Linie S11 bezeichneten Züge nach Ittersbach verkehrten mit dem Liniensignal A.

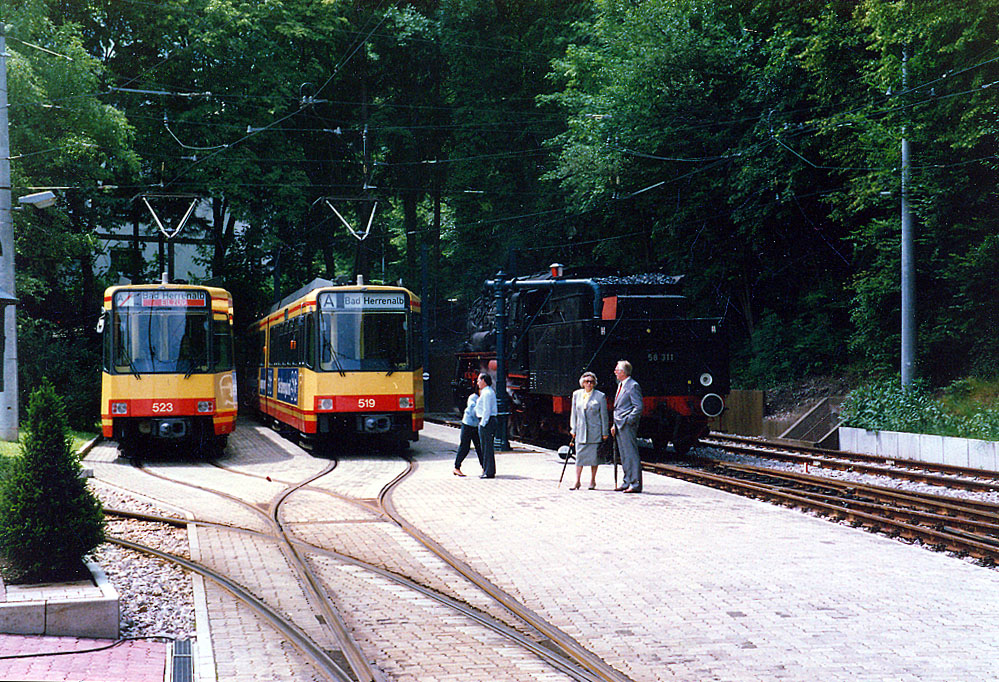
AVG-Triebwagen und Museumslok 58 311 in Bad Herrenalb (Juli 1989), der linke Zug ist als Eilzug mit rot gestrichenem Liniensignal gekennzeichnet

Der planmäßige Betrieb mit Stadtbahnwagen wird an einigen Sonn- und Feiertagen im Sommer durch historische Dampfzüge der Ulmer Eisenbahnfreunde (UEF) ergänzt, die zwischen Ettlingen Stadt und Bad Herrenalb verkehren. Zum Einsatz kommen Lokomotiven der Baureihen 50 und 58 vor Eilzugwagen der 1930er Jahre. In der Vergangenheit wurde die Albtalbahn auch schon als Teststrecke für neue Stadtbahnfahrzeuge genutzt. So verkehrten 1982 die Prototypen der Stuttgarter Stadtbahnwagen DT8 auf der Strecke, 1997 die neuen Fahrzeuge der Saarbahn.
Die Albtalbahn ist seit 1994 in den damals neu gegründeten Karlsruher Verkehrsverbund (KVV) integriert. Bereits zuvor bestand jedoch schon ein Tarifverbund mit den Verkehrsbetrieben Karlsruhe.

### Güterverkehr
Der Güterverkehr auf der Albtalbahn spielt nur noch eine untergeordnete Rolle und beschränkt sich auf die Speditionshalle in Busenbach und gelegentliche Holzverladung in Busenbach. Die Bedienung erfolgt durch Diesellokomotiven der AVG, die die Güterwagen im Karlsruher Güterbahnhof von der DB Cargo und den SBB Cargo übernehmen.

## Besondere Bahnhöfe

### Karlsruhe Albtalbahnhof

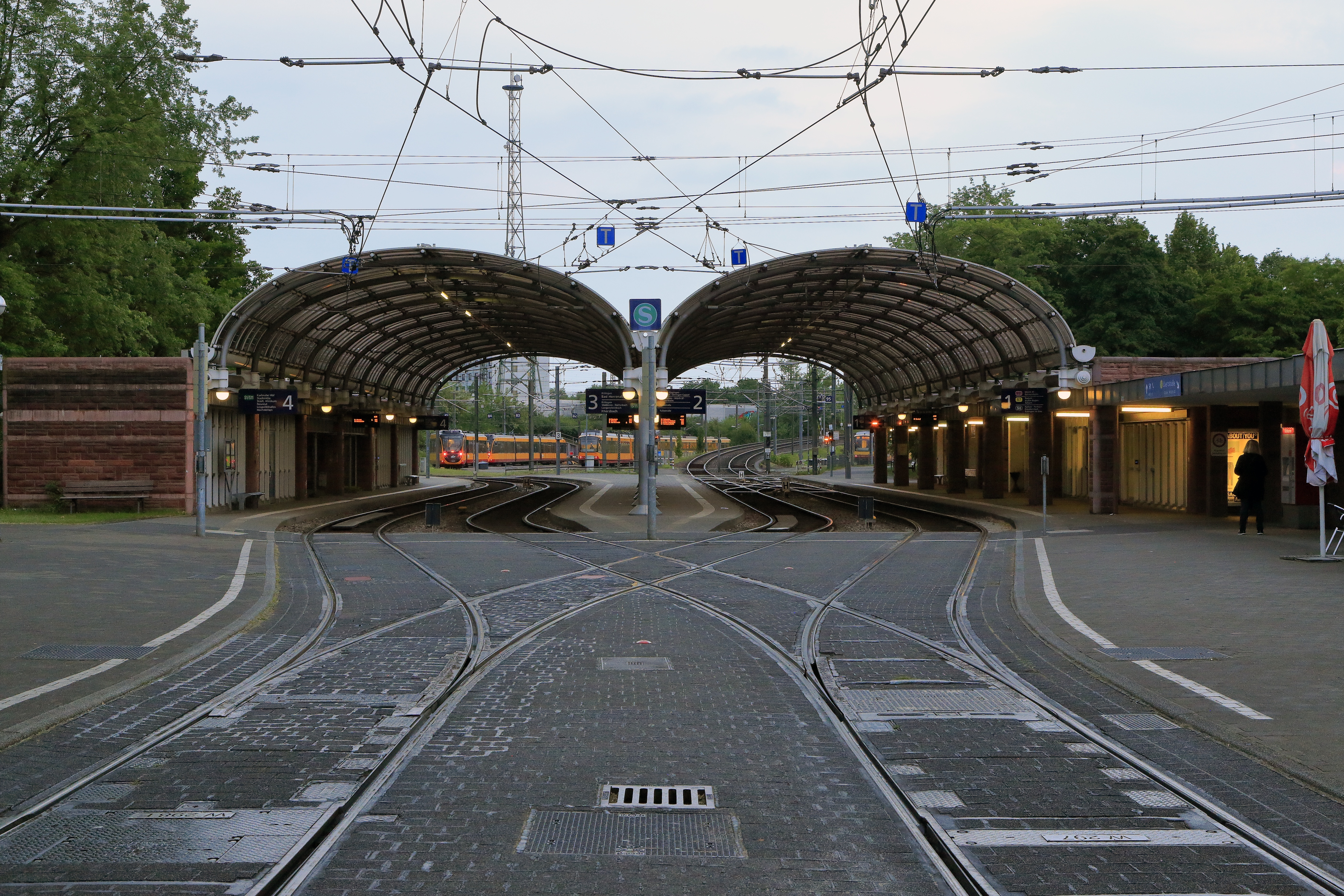
Albtalbahnhof, auf Höhe der Weichenspitzen liegt die Infrastrukturgrenze zwischen Straßenbahn Karlsruhe (VBK, vorn) und Albtalbahn (AVG, hinten), wobei die Betriebsgrenze zwischen BOStrab und EBO am 1. Juli 2015 an das andere Ende des Bahnhofs verlegt wurde. Das linke Gleispaar dient der Albtalbahn (S 1/S 11), das rechte den Stadtbahnlinien S 4, S 51, S 52, S 7 und S 8.

Der 1915 errichtete Albtalbahnhof an der Ebertstraße wurde im Zuge der Umspurung zu einer viergleisigen Anlage umgebaut und über ein Gleisdreieck an das Karlsruher Straßenbahnnetz angeschlossen. Ein Verbindungsgleis zur Karlstraße ermöglicht das Wenden von Fahrzeugen. Das Empfangsgebäude wurde 1959 abgerissen und durch einen Flachbau mit Fahrkartenschalter ersetzt. 1988 ergänzte die AVG den Bahnhof um eine zweischiffige Bahnhofshalle, die alle vier Gleise überspannt. Obwohl nicht zum Unternehmen gehörend, zählt DB Netz AG ihn zu den Metropolbahnhöfen.
1996 erfolgte im Zuge des Ausbaus des Karlsruher Stadtbahnnetzes ein vollständiger Umbau der Gleisanlagen. Dabei wurde eine Gleisverbindung mit dem Karlsruher Hauptbahnhof errichtet, die es erlaubt, aus dem Albtalbahnhof auf die Eisenbahnstrecken nach Durmersheim und Karlsruhe West auszufahren. Seitdem benutzen die Züge der Albtalbahn (S 1 und S 11) die Gleise 3 und 4, während die Stadtbahnlinien S 4, S 51, S 52, S 7 und S 8 die Gleise 1 und 2 befahren. Ein 1996 errichteter und 2006 erweiterter Abstellbahnhof mit insgesamt acht Gleisen ergänzt die Anlage.

### Ettlingen Stadt

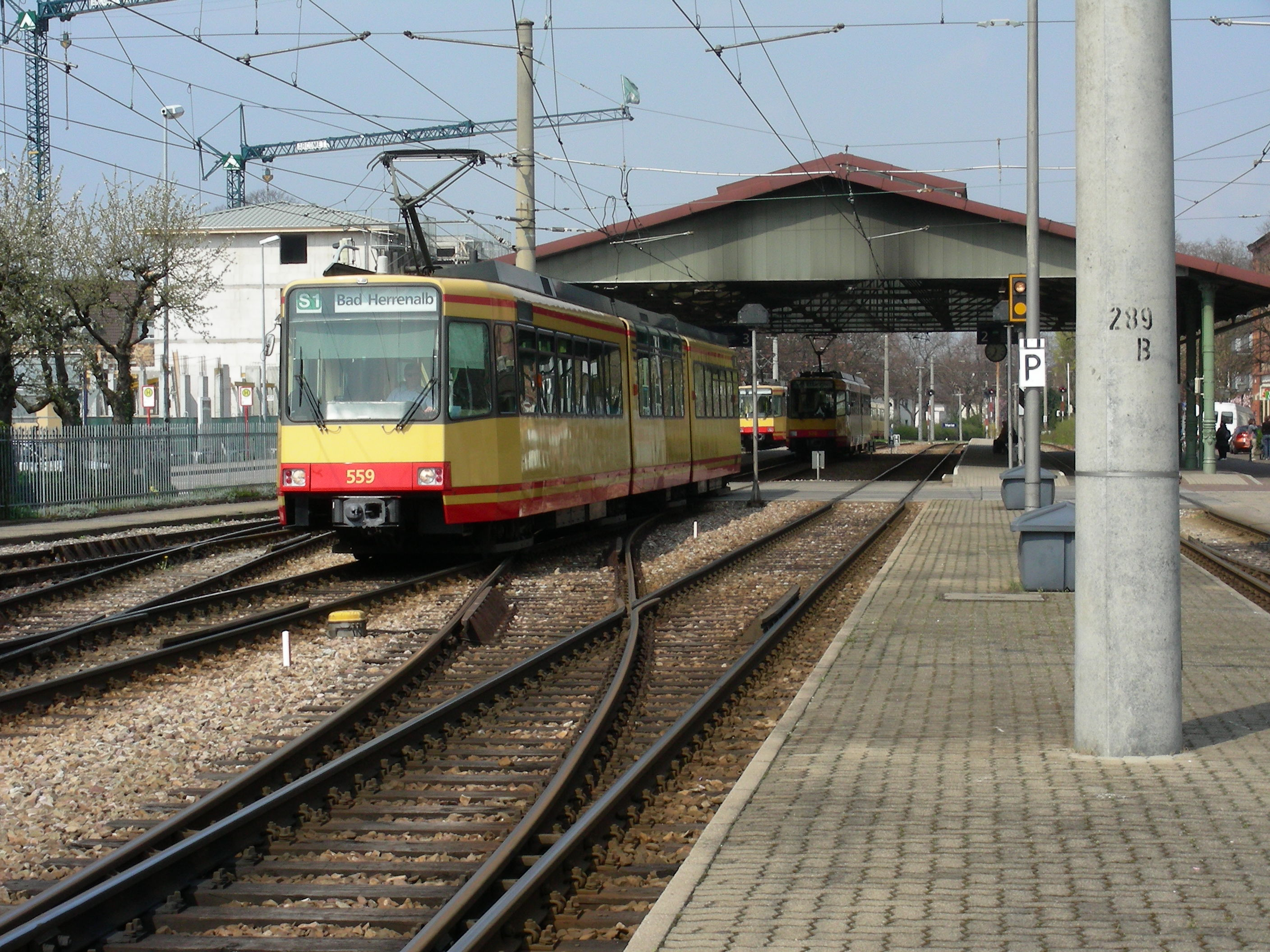
Bahnhof Ettlingen Stadt mit der 1986 errichteten Bahnhofshalle

Der Betriebsmittelpunkt der Albtalbahn am Bahnhof Ettlingen Stadt reicht vom Haltepunkt Erbprinz/Schloss bis zur Haltestelle Albgaubad. Die viergleisige Gleisanlage wird seit 1986 von einer Bahnhofshalle überspannt. Im Bahnhofsgebäude befinden sich das Zentralstellwerk der AVG sowie ein Fahrkartenschalter. Zum Bahnhof gehören überdies zwei Werkstatthallen, eine Fahrzeugabstellhalle sowie eine Güterhalle. Mehrere Abstellgleise sowie die Wendeschleife am Albgaubad ergänzen die Anlage. Zum 1. Juli 1995 wurde am Bahnhof Ettlingen Stadt die Abfertigung von Stückgut und Expressgut eingestellt.

### Busenbach
Der Bahnhof Busenbach besitzt zwei Bahnsteiggleise, südlich derer sich die Strecken nach Bad Herrenalb und Ittersbach trennen. Eine 1990 errichtete Bahnsteighalle in Holz-Fachwerkbauweise überspannt beide Gleise. Die Gleisanlagen wurden 2006 umgebaut und durch eine Brücke ergänzt, die die Ittersbacher Strecke über die benachbarte Landesstraße hinwegführt, wodurch ein vielbefahrener Bahnübergang beseitigt werden konnte. Westlich der Herrenalber Strecke befand sich bis 1971 die aus der Anfangszeit der Albtalbahn stammende Hauptwerkstatt der AVG. Nach einem Werkstattneubau in Ettlingen war die alte Hauptwerkstatt entbehrlich und wurde durch eine Güterhalle ersetzt.

### Bad Herrenalb

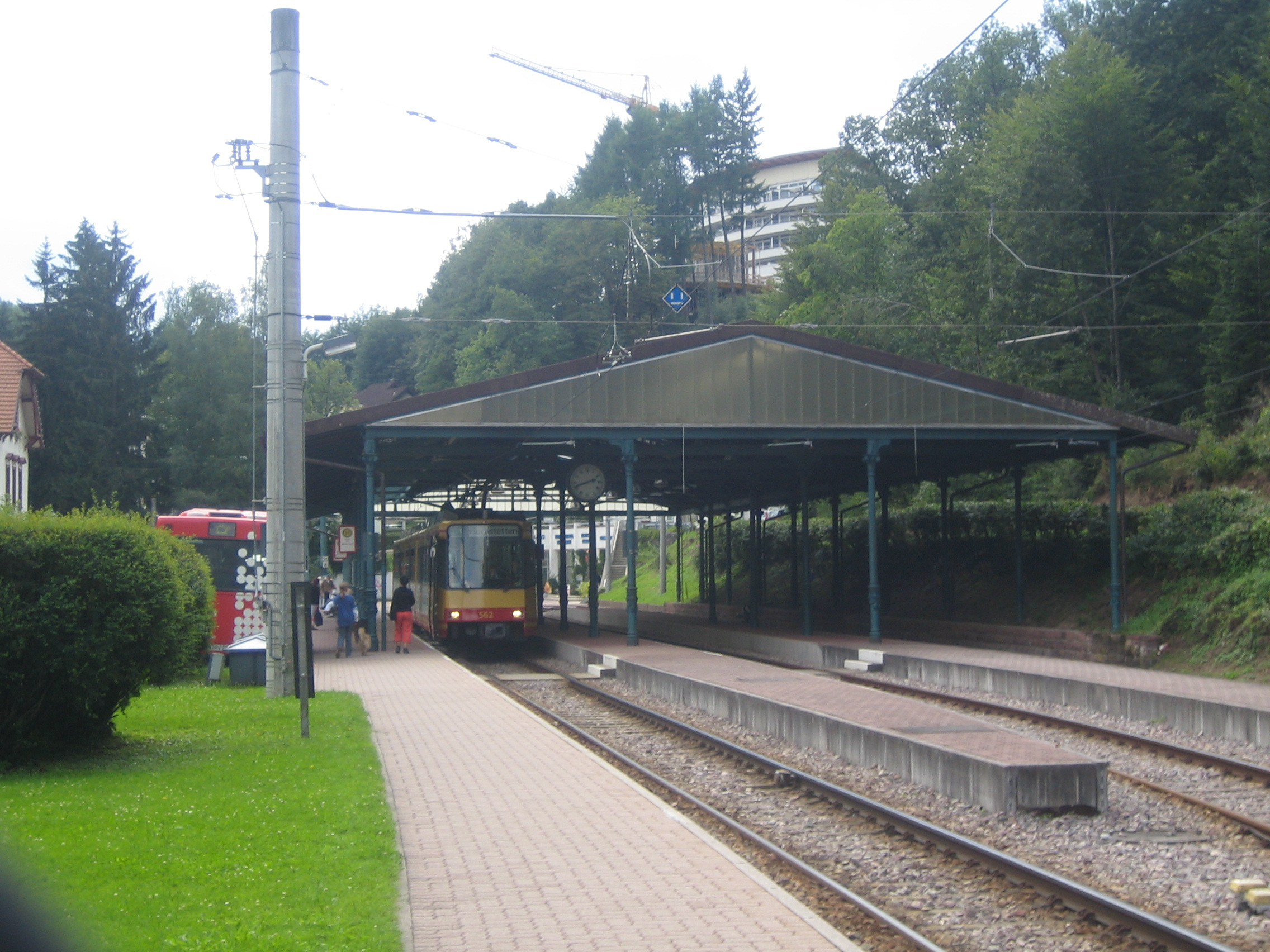
Bahnhof Bad Herrenalb mit der Bahnhofshalle im historischen Stil

Passend zu den historischen Dampfzugfahrten auf der Albtalbahn wurde dem Bahnhof Bad Herrenalb Ende der 1970er Jahre ein historisches Erscheinungsbild gegeben. Neben der 1978 errichteten Bahnhofshalle, die alle drei Gleise überspannt, wurden ein Wasserkran, ein historischer, mechanischer Zugzielanzeiger, ein Läutewerk sowie ein Form-Hauptsignal aufgestellt. Teile der Bahnhofshalle stammen vom 1977 stillgelegten Baden-Badener Stadtbahnhof. Das Empfangsgebäude ist restauriert und beherbergt einen Gastronomiebetrieb. Eine moderne Triebwagen-Abstellhalle ergänzt die Anlage. Mit Wirkung vom 1. Juli 1995 wird am Bahnhof kein Expressgut mehr abgefertigt. Der Bahnhof Bad Herrenalb war bis 2012 auch die Talstation der Falkenburgbahn, die den Bahnhof mit der Falkenburg-Klinik verbindet.

## Umbenannte Betriebsstellen
Folgende Betriebsstellen der Strecke wechselten im Laufe der Jahre ihre Bezeichnung:
| letzte Bezeichnung         | frühere Bezeichnungen                   |
| -------------------------- | --------------------------------------- |
| Karlsruhe Albtalbahn       | Karlsruhe Messplatz                     |
| Karlsruhe Albtalbahnhof    | Karlsruhe Albtalbahn, Beiertheim        |
| Karlsruhe Schloss Rüppurr  | Karlsruhe Schloß Rüppurr, Klein-Rüppurr |
| Rüppurr Ostendorfplatz     | Karlsruhe Gartenstadt                   |
| Rüppurr Tulpenstraße       | Karlsruhe-Rüppurr                       |
| Ettlingen Wasen            | Ettlingen Exerzierplatz                 |
| Ettlingen Erbprinz/Schloss | Ettlingen Erbprinz                      |
| Ettlingen Stadt            | Ettlingen Holzhof                       |
| Ettlingen Albgaubad        | Ettlingen Freibad                       |
| Fischweier                 | Spielberg-Schöllbronn                   |
| Bad Herrenalb Kullenmühle  | Kullenmühle b Herrenalb                 |
| Bad Herrenalb              | Herrenalb                               |

## Fahrzeugeinsatz

### Fahrzeuge zur B.L.E.A.G.- und DEBG-Zeit

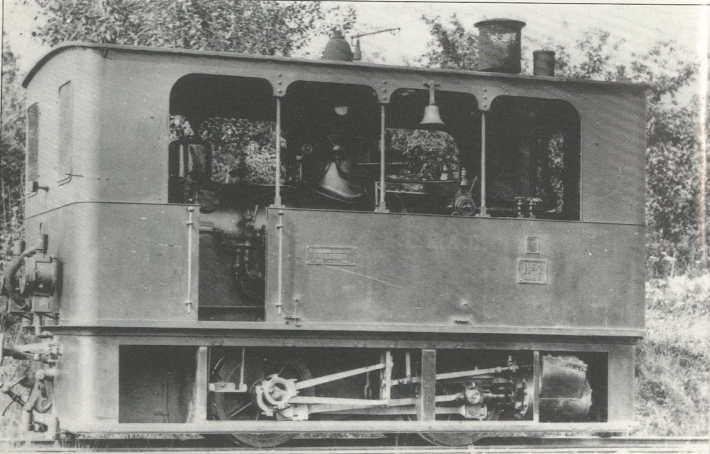
Lokomotive Nummer 1

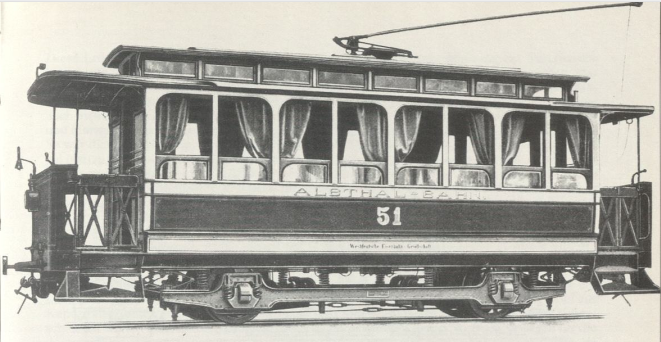
Triebwagen 51

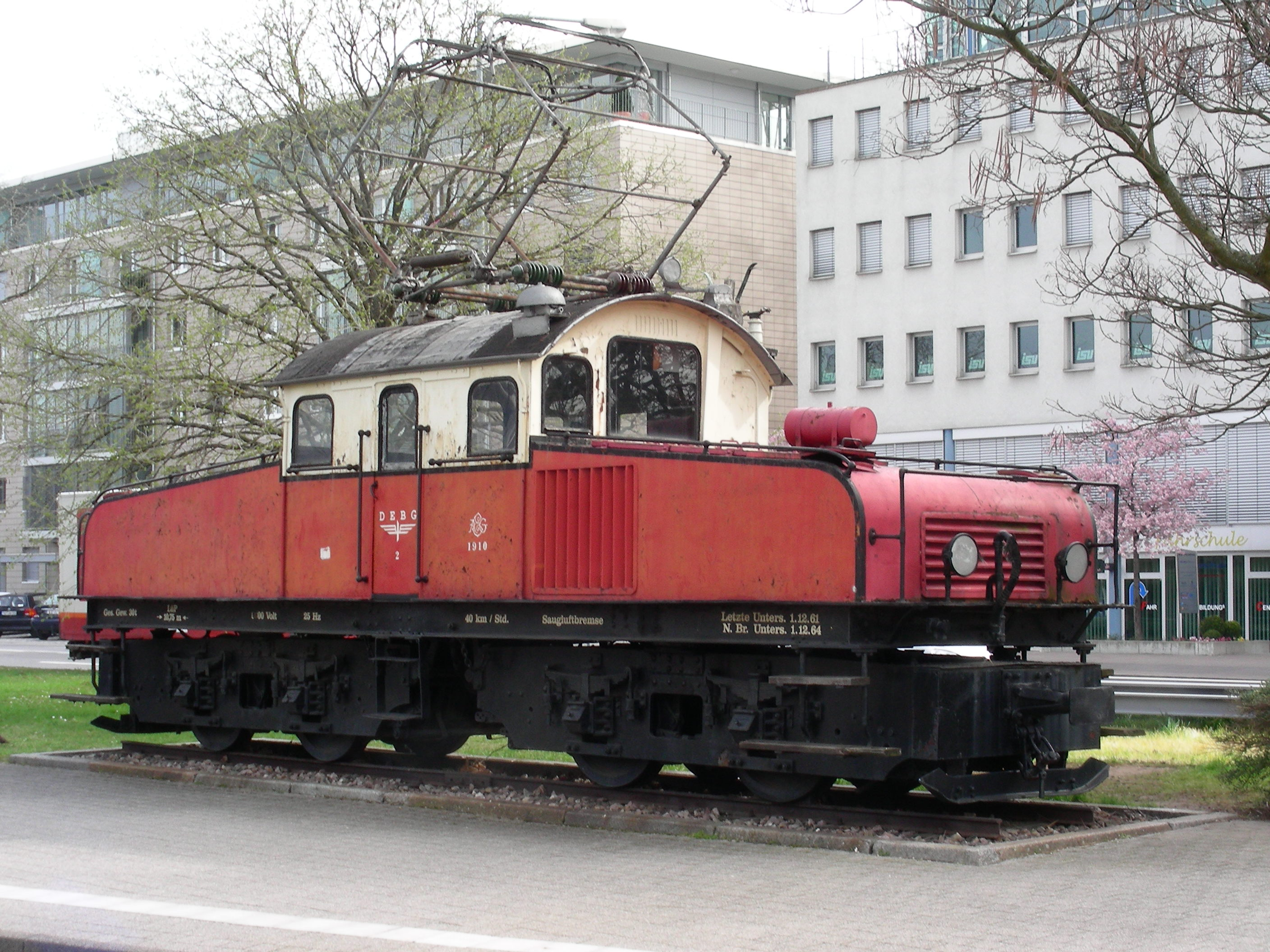
Wechselstrom-Elektrolokomotive Nummer 2, 2006 noch als Denkmal beim Albtalbahnhof

Der Anfangsbestand an schmalspurigen Dampflokomotiven betrug 13 Maschinen, darunter sechs Kastendampflokomotiven für den Einsatz in den Stadtgebieten von Karlsruhe und Pforzheim mit den Nummern 1–4 sowie 5 und 6, vier Mallet-Lokomotiven mit den Nummern 5–8 sowie zwei zweifach gekuppelte und zwei dreifach gekuppelte Tenderlokomotiven. Nach der Elektrifizierung reduzierte sich der Bestand. Als in der Zeit zwischen 1917 und 1922 der elektrische Betrieb nur eingeschränkt möglich war, wurden zwei zusätzliche Dampflokomotiven beschafft. Nach Normalisierung des elektrischen Betriebs sank der Bestand jedoch durch Ausmusterung, Umspurung und Verkauf bis 1938 auf fünf Lokomotiven, die bis zum Ende der Schmalspurzeit im Einsatz blieben.
1898 wurden für die Albtalbahn sechs elektrische Triebwagen mit den Nummern 51–56 und einer Leistung von zweimal 27 kW beschafft. Ergänzend dazu kamen sechs dazu passende Beiwagen in den Bestand. Diese Garnituren blieben bis 1910 im Einsatz und wurden anschließend an die Wermelskirchen-Burger Eisenbahn abgegeben. Zusätzlich beschaffte die B.L.E.A.G. 1901 zwei vierachsige Elektrolokomotiven mit einer Leistung von viermal 50 kW für die Bespannung der Züge im Abschnitt Karlsruhe–Ettlingen. Die beiden Elektrolokomotiven wurden 1911 an die Straßenbahn Pforzheim abgegeben, wo sie bis 1916 im Einsatz standen.
Für den Wechselstrombetrieb wurden acht vierachsige Triebwagen mit zweimal 60 kW Leistung sowie vier vierachsige Elektrolokomotiven mit viermal 59 kW Leistung beschafft. Die Lokomotiven waren mit Mittelführerstand und symmetrischen Vorbauten ausgeführt, was ihnen im Volksmund den Spitznamen Bügeleisen einbrachte. Alle zwölf Fahrzeuge waren bis zum Ende des Meterspurbetriebs im Einsatz.
Eine technische Rarität war die von 1924 bis 1954 im Bestand befindliche Motorlok mit Benzolmotorantrieb, gebaut von der Firma Windhoff. Der Motor leistete nur 38 kW, so dass die Lokomotive nicht vor Regelzügen eingesetzt werden konnte. Sie diente in erster Linie der Oberleitungsinstandhaltung.
Für den Personenverkehr besaß die Albtalbahn bis zu 77 zwei- und vierachsige Personenwagen, die zusammen mit den Elektro- und Dampflokomotiven, aber auch in Kombination mit den vierachsigen Triebwagen eingesetzt wurden. Eine Zuggarnitur wurde Anfang der 1950er Jahre sogar für den Einsatz als Wendezug hergerichtet. Für den Güterverkehr stand eine Vielzahl offener und geschlossener Güterwagen in zumeist zweiachsiger Ausführung zur Verfügung. Der Bestand erreichte mehr als 170 Wagen. Mit der Aufnahme des Rollwagenverkehrs sank die Anzahl Güterwagen auf circa 40 Exemplare, zuzüglich zehn Rollwagen.
Für den Güterverkehr im Raum Ettlingen waren stets zwei normalspurige Dampflokomotiven auf der Albtalbahn im Einsatz, wobei die Lokomotiven zuweilen mit anderen B.L.E.A.G.- beziehungsweise DEBG-Bahnen getauscht wurden. Es handelte sich bis auf eine Ausnahme um zwei- oder dreifach gekuppelte Tenderlokomotiven unterschiedlicher Typen.

### Fahrzeuge zur AVG-Zeit

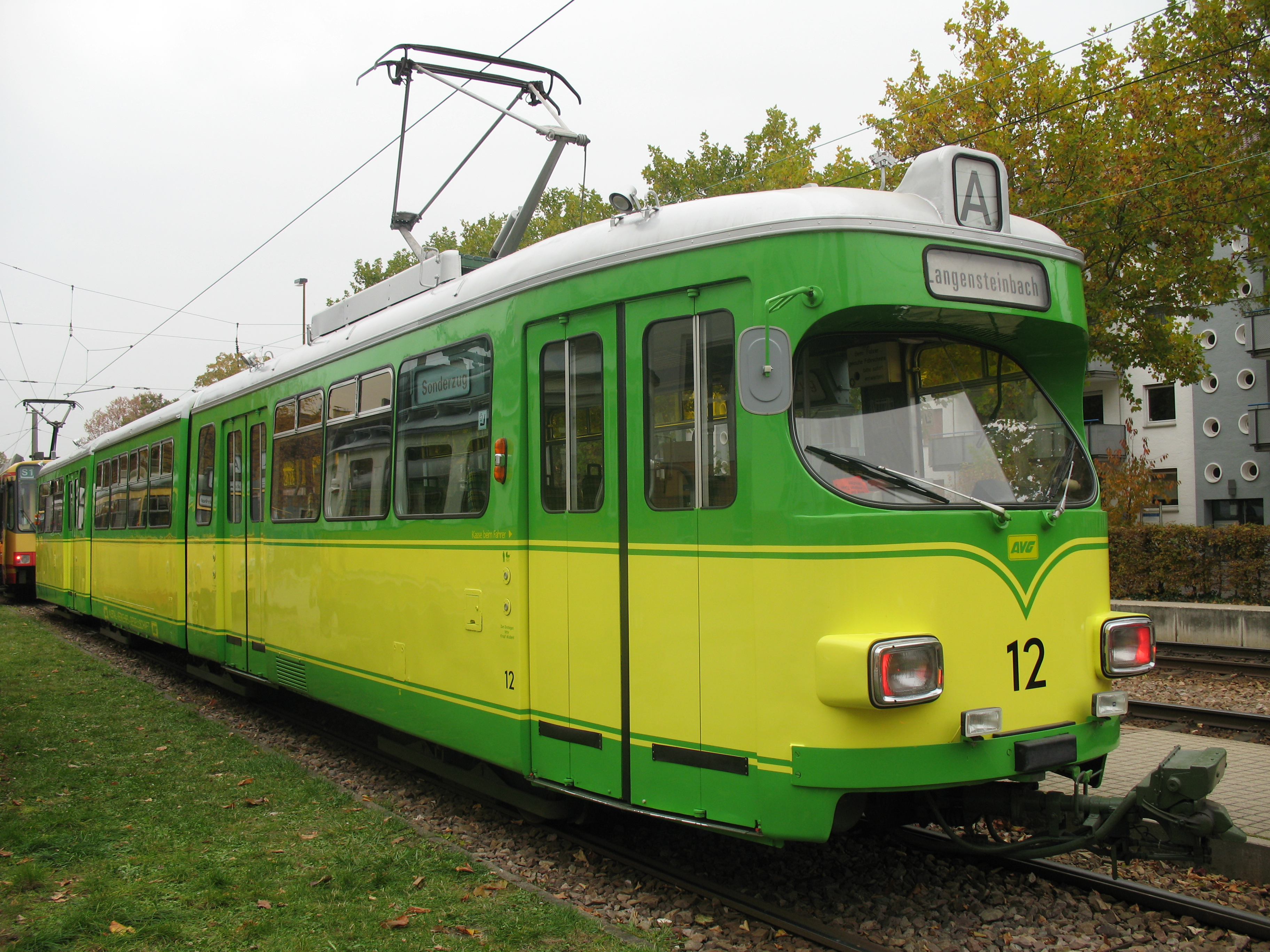
Gelenktriebwagen der AVG im Zustand der ausgehenden 1970er Jahre, Ettlingen Stadt 2007

Für den Betrieb auf der umgespurten Albtalbahn beschaffte die AVG zwischen 1958 und 1969 insgesamt 21 sechs- und achtachsige Duewag-Gelenkwagen. Die Sechsachser wurden zwischen 1961 und 1967 ebenfalls zu Achtachsern verlängert. Die Wagen blieben bis 1984 auf der Albtalbahn im Einsatz, anschließend verkehrten sie noch weitere 15 bis 20 Jahre im Karlsruher Straßenbahnnetz. Später wurden acht von ihnen an die Straßenbahn Timișoara in Rumänien abgegeben wo sie noch einige Jahre in Betrieb waren, mittlerweile aber alle ausgemustert wurden.
1975 wurde der Fahrzeugpark um die vier achtachsigen Wagen 22 bis 25 ergänzt. Diese bei der Waggon-Union beschafften Wagen hatten ein moderneres, kantigeres Aussehen, waren jedoch mit den vorhandenen Fahrzeugen technisch kompatibel. Sie blieben bis circa 1987 auf der Albtalbahn im Einsatz und verkehrten danach im Karlsruher Straßenbahnnetz, mittlerweile sind sie ebenfalls ausgemustert.
In den Jahren 1983–1992 wurde der Fahrzeugpark der Albtalbahn komplett durch insgesamt 60 sechs- und achtachsige Stadtbahnwagen der Typen GT6-80C und GT8-80C ersetzt, von denen circa 40 für den Einsatz auf den Linien S1 und S11 benötigt wurden. Die Wagen stellten eine Variante des Stadtbahnwagens Typ B in Einrichtungsbauart dar und boten insgesamt 93 Sitzplätze in der sechsachsigen und 117 in der achtachsigen Ausführung.
In den Jahren 2018 bis 2021 wurden die Stadtbahnwagen der Baureihen GT6-80C und GT8-80C sukzessive durch neu beschaffte NET 2012 ersetzt. Diese Niederflurwagen bieten an vielen Bahnsteigen barrierefreien Zugang und sind vollständig klimatisiert.
Im Güterverkehr setzt die AVG seit 1959 Diesellokomotiven ein. Zunächst stand nur eine Lokomotive zur Verfügung, seit 1974 zwei. Durch die Ausweitung des Güterverkehrs auf andere Strecken hat sich der Bestand an Diesellokomotiven seit 1990 weiter erhöht.

### Mehrsystem-Versuchsfahrzeuge
Auf der Albtalbahn wurden mehrfach Versuche mit elektrischen Fahrzeugen für verschiedene Stromsysteme unternommen, von denen einige richtungsweisend für die Entwicklung von Mehrsystemfahrzeugen im Eisenbahnbereich wurden:
- 1954 wurde die elektrische Lokomotive 4 der Albtalbahn in Zusammenarbeit der DEBG, Badenwerk und BBC zu einer Zweifrequenzlokomotive umgebaut, die sowohl mit der auf der Albtalbahn üblichen Einphasenwechselspannung von 8,8 kV bei 25 Hz als auch mit 10 kV und 50 Hz verkehren konnte. Zu Versuchszwecken konnte die Strecke Busenbach–Herrenalb wahlweise mit beiden Stromsystemen versorgt werden, spätere Versuchsfahrten fanden auf der Strecke Busenbach–Ittersbach statt. Die umgebaute Elektrolokomotive bewährte sich gut, so dass sie bis 1962 im Einsatz blieb.
- Ab 1957 kam auf der Albtalbahn ein Dreisystemtriebwagen zum Einsatz. Das Fahrzeug war von der Kleinbahn Müllheim-Badenweiler übernommen worden und wurde von Badenwerk und AEG elektrisch umgerüstet. Der Triebwagen besaß Gleichstrommotoren, die wahlweise direkt mit Gleichspannung oder mit Hilfe eines Transformators und nachgeschalteter Gleichrichter mit Wechselspannung gespeist werden konnten. Der Triebwagen konnte mit Wechselspannung von 8,8 kV und 25 Hz, 10 kV und 50 Hz sowie Gleichspannung von 1200 V verkehren. Fahrten unter Gleichspannung wurden auf der benachbarten Kleinbahn Pforzheim-Ittersbach durchgeführt. Nach Beendigung der Versuchsfahrten blieb der Dreisystemtriebwagen bis zum Ende des Meterspurbetriebs auf der Albtalbahn im Einsatz.
- Im Jahre 1986 wurde ein Stadtbahnwagen der Albtalbahn zum Zweisystemtriebwagen für 750 V Gleich- und die bei der DB übliche Einphasenwechselspannung von 15 kV bei 16,7 Hz umgerüstet, um die Machbarkeit eines Mischbetriebs zwischen Eisenbahn- und Stadtbahnstrecken zu untersuchen. Die erfolgreichen Versuchsfahrten führten schließlich zur Entwicklung der Zweisystemstadtbahnwagens Karlsruher Bauart, die ab 1991 in über 100 Exemplaren geliefert wurden und in Einzelfällen auch auf der Albtalbahn verkehren. Der Zweisystemstadtbahnbetrieb ist auch als Karlsruher Modell bekannt geworden.

### Historische Fahrzeuge
Insgesamt drei Lokomotiven aus der Schmalspurzeit der Albtalbahn blieben erhalten:
- die Wechselstrom-E-Lok Nummer 2 wurde als nicht-fahrfähige Denkmalslok aufbewahrt und zunächst in Ettlingen, später am Karlsruher Albtalbahnhof aufgestellt. Zum 50-jährigen AVG-Jubiläum wurde sie optisch aufgearbeitet und ist derzeit in einer Halle abgestellt.
- die Mallet-Dampflokomotive Nummer 7s (Bauart B'Bn4vt), 1966 ausgemustert und dreißig Jahre auf einem Spielplatz aufgestellt, wird zurzeit vom Deutschen Eisenbahn-Verein (DEV) zur betriebsfähigen Museumslok für die Strecke Bruchhausen-Vilsen–Asendorf aufgearbeitet. Die 1898 von der Maschinenfabrik Karlsruhe gelieferte Lokomotive stammt aus der Erstausstattung der Albtalbahn.
- die Dampflokomotive 99 7203 wird von den Ulmer Eisenbahnfreunden (UEF) auf der Museumsbahn Amstetten–Oppingen eingesetzt. Diese 1904 von Borsig gebaute Dampflok stammt ursprünglich von der Nebenbahn Mosbach–Mudau und wurde auf der Albtalbahn 1964 nur für den Abbau des Meterspurgleises zwischen Busenbach und Ittersbach eingesetzt.

Von den AVG-Gelenktriebwagen werden die Wagen Nummer 4 und 12 betriebsfähig in Karlsruhe aufbewahrt. Wagen 4 hat inzwischen den gelben Anstrich mit dunkelgrüner Zierlinie zurückerhalten, den er bereits in den 1960er Jahren trug, während Wagen 12 die grün-gelbe Lackierung der späten 1970er Jahre trägt.

## Film
- SWR: Eisenbahn-Romantik – 100 Jahre Albtalbahn (Folge 310)